# Guidan Roumdji
Guidan Roumdji è un comune urbano del Niger, capoluogo del dipartimento omonimo nella regione di Maradi.